# Tiếng Yami
Tiếng Yami (tiếng Trung: 雅美, Hán-Việt: Nha Mĩ), cũng được gọi là Tao (tiếng Trung: 達悟語,Hán-Việt: Đạt Ngộ thoại), là một ngôn ngữ Malay-Polynesia. Đây là thành viên của dãy phương ngữ Ivatan, được nói bởi người Yami tại đảo Lan Tự thuộc Đài Loan, cách 46 kilomét về phía đông nam đảo Đài Loan. Tiếng Yami được gọi là ciriciring no Tao (tức "tiếng nói con người") bởi người Yami bản ngữ.
Tiếng Yami là ngôn ngữ duy nhất của thổ dân Đài Loan không thuộc về nhóm ngôn ngữ Formosa; nó là một ngôn ngữ Batanes.

## Âm vị học
Tiếng Yami có 20 phụ âm và 4 nguyên âm:
Phụ âm
- Tắc: ⟨p, b, t, d, k, g, '⟩
- Sát: ⟨v, s, h⟩ (⟨s⟩ is retroflex)
- Mũi: ⟨m, n, ng⟩
- Nước: ⟨l, r⟩
- Tắc sát: ⟨c, j⟩ (âm tắc sát vòm)
- Rung: ⟨z⟩ (âm rung chân răng)
- Glides: ⟨w, y⟩

Nguyên âm
- ⟨a, e, i, o⟩

Yami Iraralay, được nói ở bờ bắc Lan Tự, phân biệt giữa phụ âm dài và ngắn (ví dụ, opa 'bắp đùi ' và oppa 'gà mái').

## Từ vựng

### Cùng gốc với những ngôn ngữ Philippine
| Tiếng Việt | Yami        | Ilokano/Tagalog, vân vân                                                   |
| ---------- | ----------- | -------------------------------------------------------------------------- |
| Người      | tao         | tao                                                                        |
| Mẹ         | ina         | ina                                                                        |
| Bố         | ama         | ama                                                                        |
| Đầu        | oo          | ulo                                                                        |
| Có         | nohon       | oho (opo)                                                                  |
| Bạn        | kagagan     | kaibigan                                                                   |
| Ai         | sino        | sino                                                                       |
| Họ         | sira        | sila                                                                       |
| Của họ     | nira        | nila                                                                       |
| Con cái    | anak        | anak                                                                       |
| Tôi        | ko          | ko, -ko (Ilokano)                                                          |
| Bạn        | ka          | ka, -ka (Ilokano)                                                          |
| Ngày       | araw        | araw, aldaw (Ilokano)                                                      |
| Ăn         | kanen       | kain, kanen (Ilokano)                                                      |
| Uống       | inomen      | inumin, inomen (Ilokano)                                                   |
| Nói        | ciriciring  | chirichirin (Ivatan, itbayaten), siling (Hiligaynon), siring (Waray-waray) |
| Và         | aka         | saka                                                                       |
| Nhà        | vahay       | bahay, balay (Ilokano, Cebuano)                                            |
| Lợn        | viik        | biik (lợn con)                                                             |
| Dê         | kadling     | kambing, kanding (Cebuano), kalding (Ilokano)                              |
| Đá         | vato        | bato                                                                       |
| Một        | ása         | isa, maysa (Ilokano)                                                       |
| Hai        | dóa (raroa) | dalawa, duha (Cebuano), dua (Ilokano)                                      |
| Ba         | tílo        | tatlo, tulo (Cebuano), tallo (Ilokano)                                     |
| Bốn        | ápat        | apat, upat (Cebuano), uppat (Ilokano)                                      |
| Năm        | líma        | lima                                                                       |
| Sáu        | ánem        | anim, innem (Ilokano), unom (Cebuano)                                      |
| Bảy        | píto        | pito                                                                       |
| Tám        | wáo         | walo                                                                       |
| Chín       | síam        | siyam, siam (Ilokano)                                                      |
| Mười       | póo         | sampu, sangapulo (Ilokano)                                                 |

### Từ mượn tiếng Nhật
| Tiếng Việt | Yami     | Tiếng Nhật               |
| ---------- | -------- | ------------------------ |
| Máy bay    | sikoki   | hikouki (飛行機)         |
| Tàu chiến  | gengkang | gunkan (軍艦)            |
| Xe đạp     | seysio   | seisho (聖書)            |
| Christ     | Kizisto  | kirisuto (キリスト)      |
| Bác sĩ     | koysang  | o-isha-san? (お医者さん) |
| Chìa khóa  | kagi     | kagi (鍵)                |
| Thuốc      | kosozi   | kusuri (薬)              |
| Cảnh sát   | kisat    | keisatsu (警察)          |
| Trường học | gako     | gakkō (学校)             |
| Cặp sách   | kabang   | kaban (鞄)               |
| Vé         | kipo     | kippu (切符)             |